# Edictele iozefine de toleranță religioasă

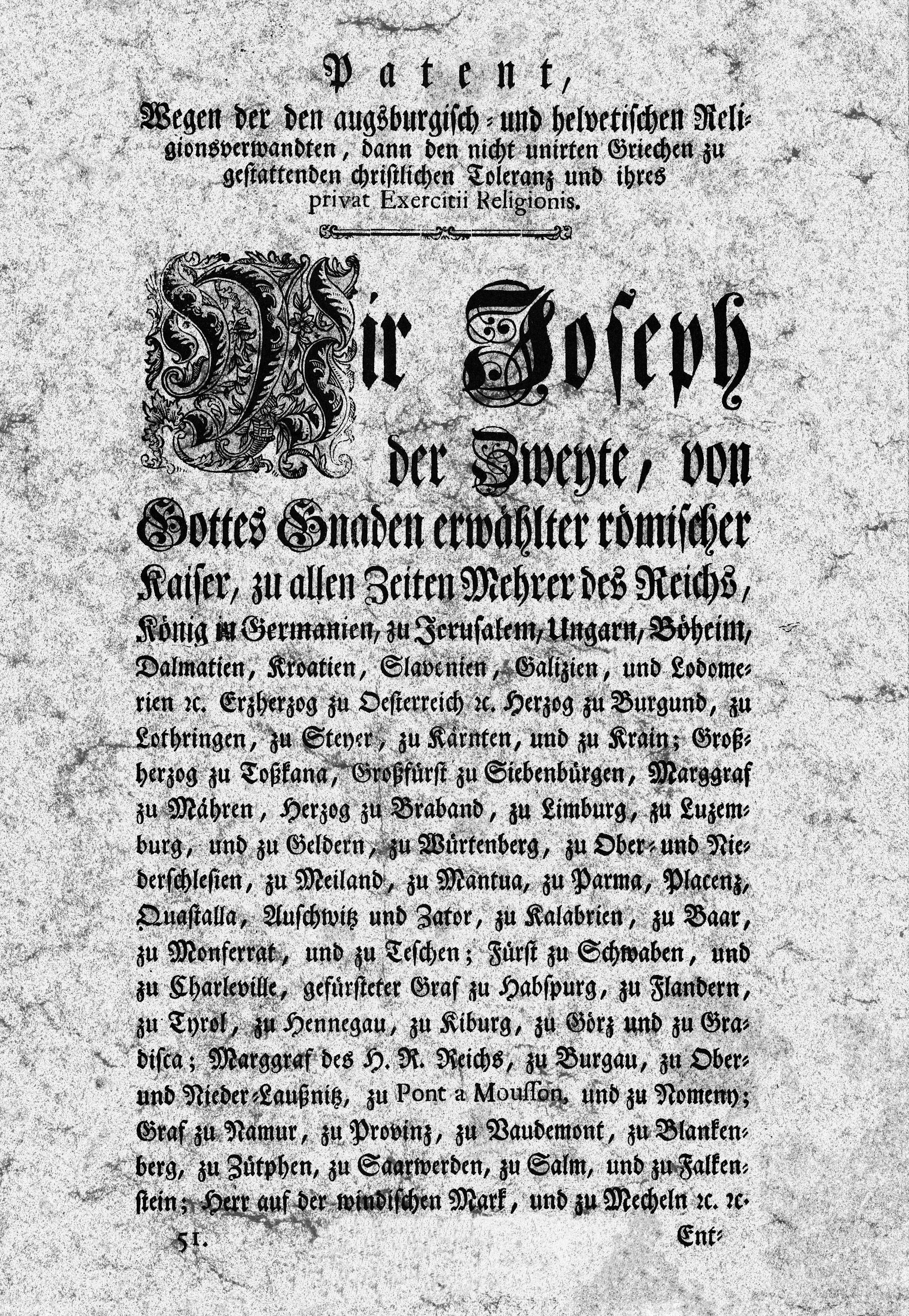

Edictele iozefine de toleranță religioasă au fost reglementările prin care Iosif al II-lea a recunoscut cultelor protestante, creștin-ortodoxe și mozaice dreptul de a funcționa nestingherit în țările ereditare ale Habsburgilor (Imperiul Austro-Ungar de mai târziu).
Patenta imperială din 13 octombrie 1781 a acordat libertate religioasă protestanților și ortodocșilor, iar cea din 1782 mozaicilor.
În privința Marelui Principat al Transilvaniei, edictele iozefine au completat prevederile Edictului de la Turda. În 1783 împăratul Iosif al II-lea a înființat la Sibiu o episcopie greco-ortodoxă, precursoarea Mitropoliei Ortodoxe a Ardealului din prezent.

## Galerie de imagini

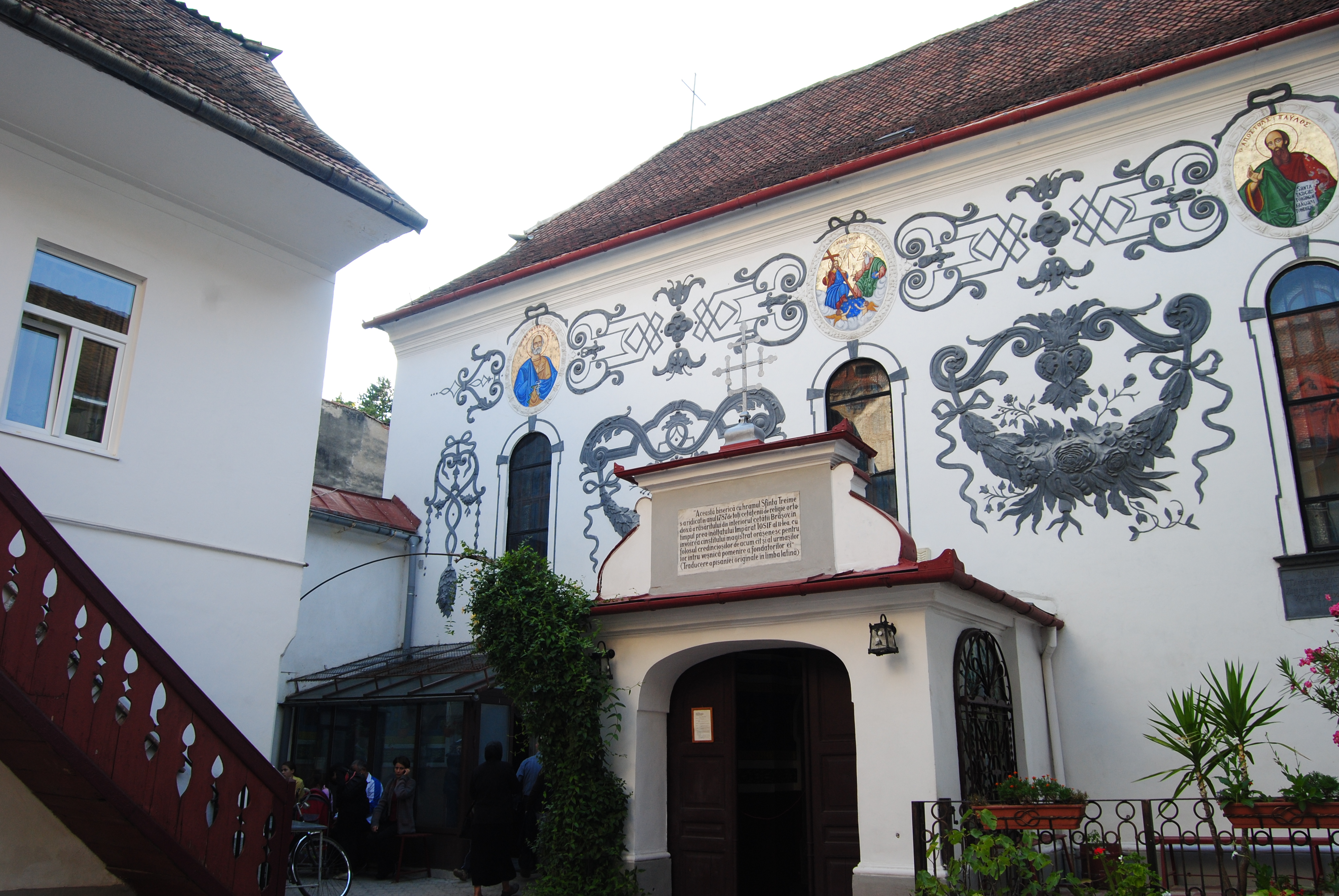
Biserica Grecilor din Brașov
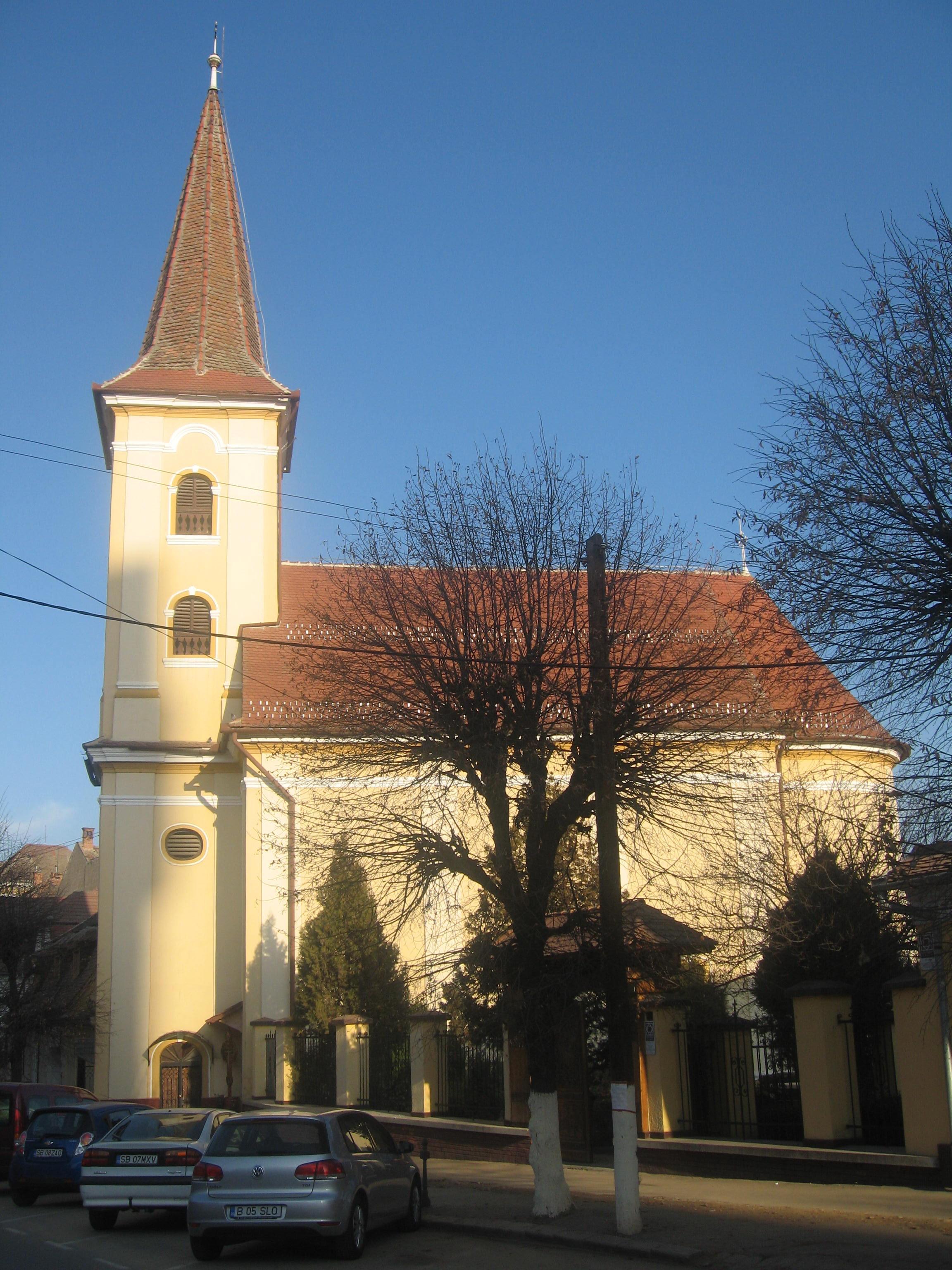
Biserica din Groapă din Sibiu
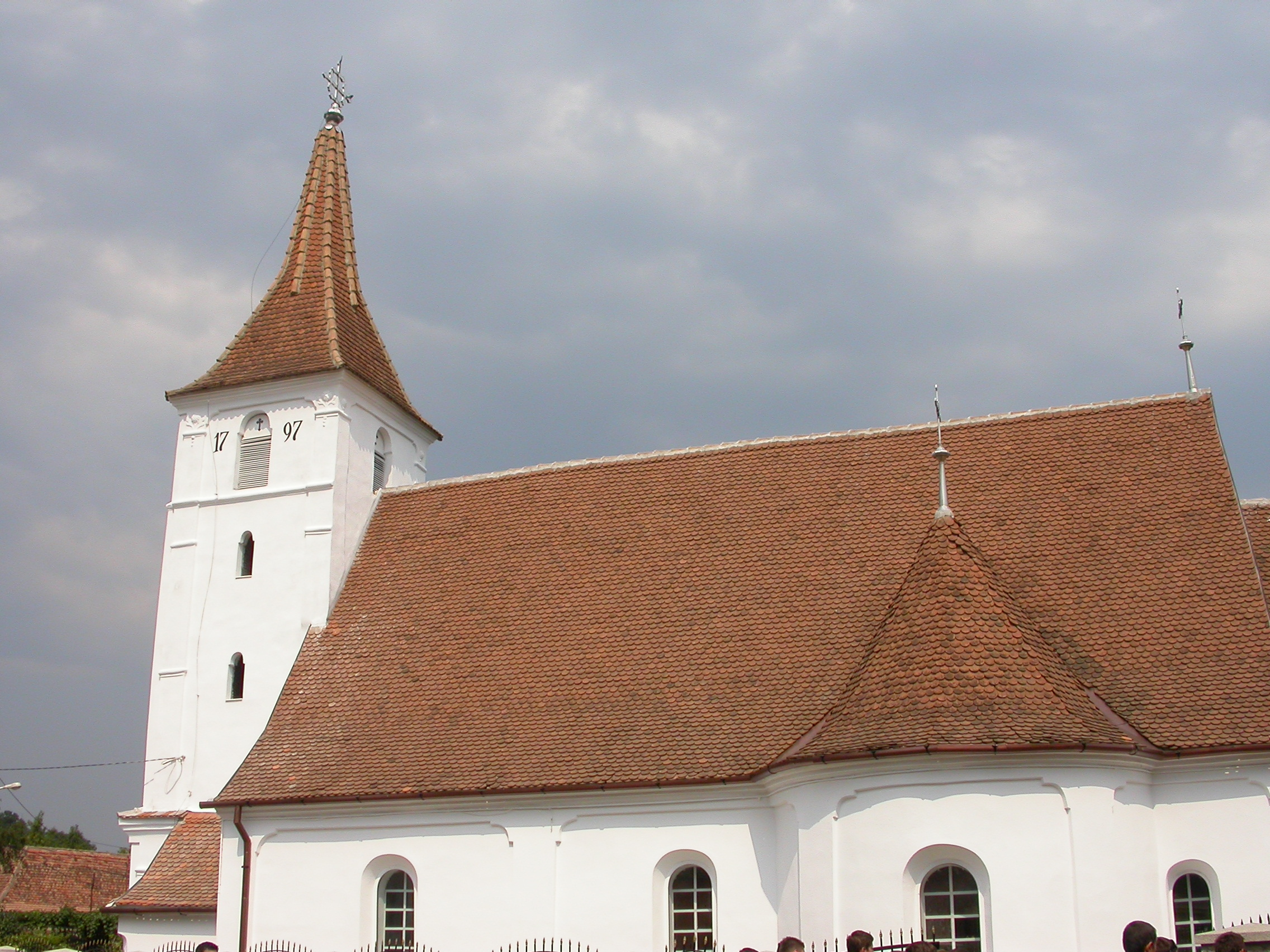
Biserica Intrarea Maicii Domnului în Biserică din Sighișoara
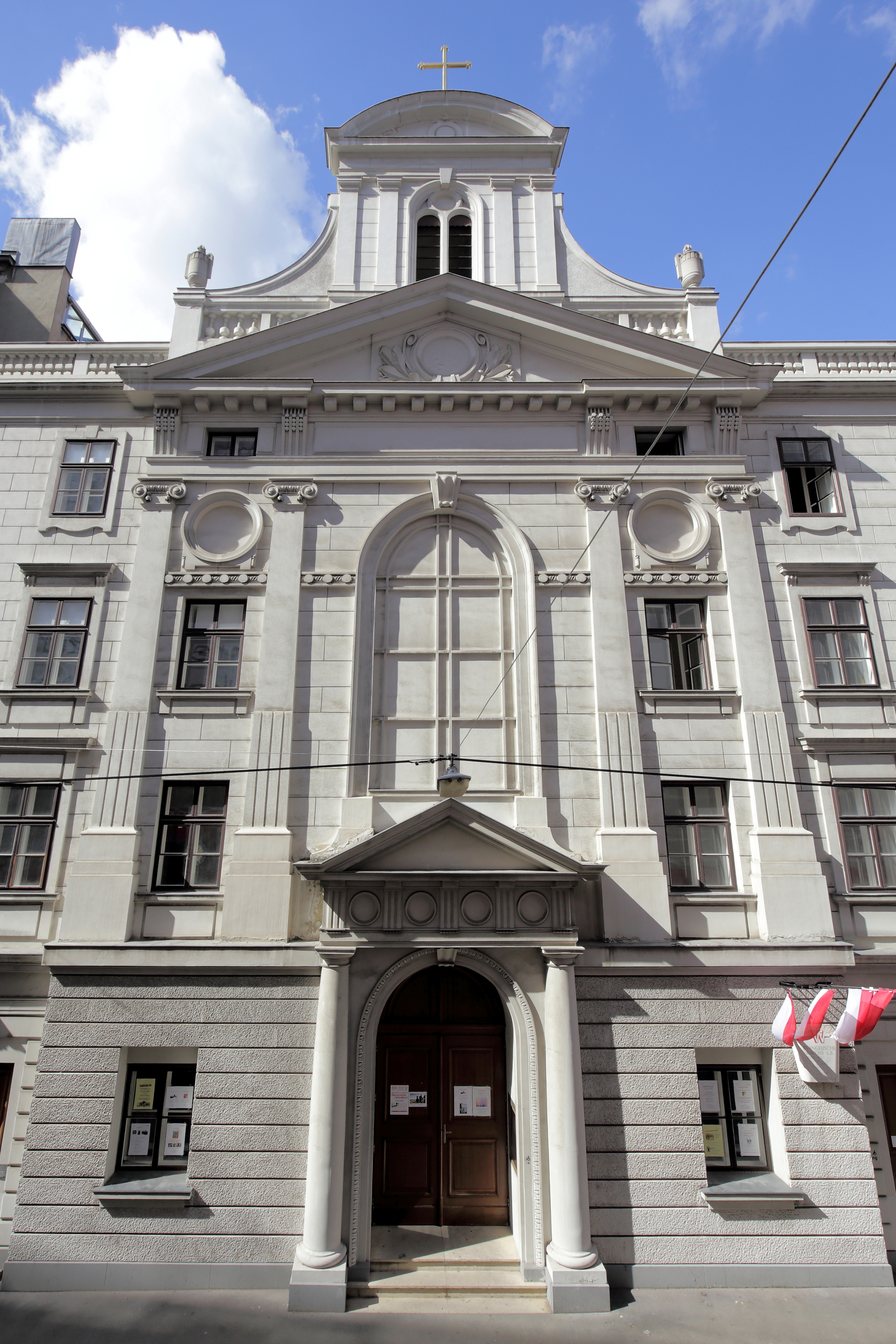
Biserica luterană din Viena